# Orrtjärnen (Mora socken, Dalarna)
Orrtjärnen är en sjö i Mora kommun i Dalarna och ingår i Ljusnans huvudavrinningsområde.